# Château de Peñafiel
Le château de Peñafiel est une forteresse médiévale située sur un éperon rocheux dominant la commune de Peñafiel, dans la province espagnole de Valladolid. Identifié dès le Xe siècle, le château fort a connu diverses phases d’évolution, jusqu’à acquérir sa physionomie actuelle au XVe siècle. Aujourd’hui restauré, il est considéré comme un des plus beaux exemples d’architecture castrale en Castille ; sa silhouette, ses dimensions et sa place dans l’histoire du royaume castillan lui ont assuré une certaine renommée.

## Histoire

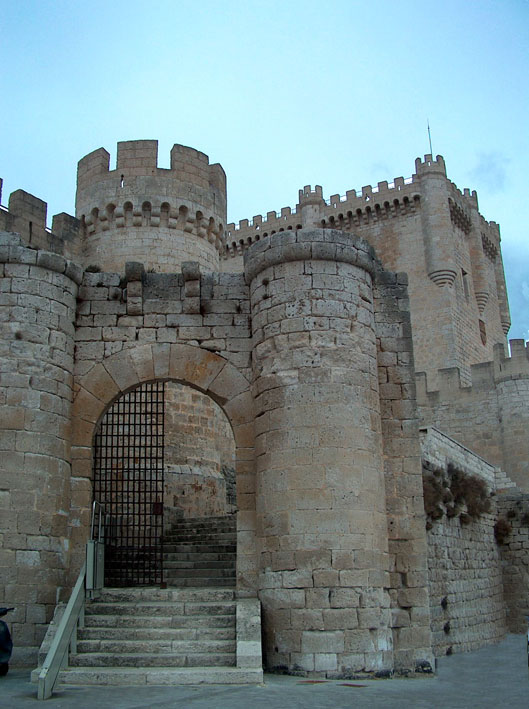
L'entrée

La première référence connue concernant une forteresse à Peñafiel remonte à 943, sous le règne de Ramire II, roi de León. Il est alors mentionné comme relevant des possessions d’Ansur Fernández, comte de Monzón, puis comte de Castille de 944 à 945.
En 983, le château est enlevé par Almanzor, hadjib du calife cordouan Hisham II. Il est reconquis en 1008 par Sanche García, qui fit démolir la forteresse musulmane, pour édifier un nouvel ensemble fortifié en un lieu mieux placé et sécurisé, en hauteur, à l’emplacement du château actuel. C’est vraisemblablement ce monarque qui donna son nom à la forteresse jusqu’alors appelée Peña Falcón, en prononçant une phrase restée célèbre : «desde hoy en adelante ésta será la peña más fiel de Castilla» .
Autour de 1110, la place est dirigée par le gouverneur (alcaide) Álvar Fáñez, lieutenant de Rodrigo Díaz de Vivar. Il repousse une attaque musulmane, puis participe aux deux sièges menés contre la forteresse, occupée par Alphonse Ier d'Aragon, le Batailleur, époux d'Urraca de Castille à laquelle l'opposent des différends. 
Au XIIIe siècle, le roi de Castille et de León, Ferdinand III, institue le señorío  de Peñafiel afin de le léguer à son fils, Alphonse X. Ce dernier le transmet à son frère, l'infant Manuel, qui à son tour, en fait hériter son fils, don Juan Manuel, écrivain incontournable de la littérature médiévale castillane, et noble le plus puissant du royaume. Réprimandé par Sanche IV en 1294 en raison du mauvais état de la forteresse, il la fait rebâtir au début du XIVe siècle.
Sous le règne de Pierre Ier le Cruel, la seigneurie est supprimée et ses biens sont incorporés au patrimoine de la couronne. Un de ses successeurs, Jean Ier, lègue la forteresse à Fernando de Antequera, son fils puîné, futur roi d’Aragon. Celui-ci, marié à Éléonore Urraca de Castille, transmet le château à son deuxième fils, le futur Jean II d'Aragon, qui arbore le titre de duc de Peñafiel. Encore infant, il mène depuis Peñafiel une révolte contre son cousin, Jean II de Castille, qui reprend la forteresse en 1451, et ordonne sa destruction.
En 1456, Henri IV de Castille concède les droits de la forteresse détruite à Pedro Tellez Girón, maître de l’ordre de Calatrava, qui fait alors bâtir la forteresse que l’on peut aujourd’hui voir. La famille Girón restera maître du château jusqu'au XIXe siècle, et s'enorgueillira du titre de Marquis de Peñafiel (le marquisat est créé par Philippe II au XVIe siècle) et de Ducs d'Osuna. Le château servira par la suite de palais, puis de prison, avant d’être déclaré monument national en 1917. Aujourd’hui propriété de la mairie de Peñafiel, il est ouvert à la visite et abrite un musée du vin.

## Description

### Situation
Le château de Peñafiel se dresse sur une longue et étroite colline rocheuse dont il épouse les formes. Cette particularité lui confère sa silhouette si particulière, semblable à celle d’un bateau : il est par conséquent souvent désigné comme el barco de Castilla. Son emplacement n’a pas seulement déterminé son allure, mais également ses fonctions militaires. Assise en surplomb de la ville qu’il protège, la forteresse était réputée pour être inexpugnable. Sa position, à une soixantaine de kilomètres de Valladolid, en faisait au Moyen âge une place forte stratégique pour le contrôle de la frontière, notamment au IXe et Xe siècle, époque à laquelle la ligne de démarcation entre royaumes chrétiens et domaines musulmans s’établissait en partie le long du Duero. La forteresse domine en effet les vallées du Duratón, du Botijas et du Duero, et permettait d’en contrôler les routes.

### Architecture
Le château est bâti en pierre calcaire de Campaspero, ville de l’actuelle province de Valladolid, limitrophe de celle de Ségovie, où se trouve une carrière exploitée de longue date, et toujours en service à ce jour. En dépit de quelques détériorations dues au temps, l’édifice est parvenu jusqu’à nous dans un excellent état de conservation, et figure parmi les forteresses les mieux préservées du pays. 
Ses dimensions sont assez imposantes. L’ensemble défensif s’étend en effet sur une longueur de 210 mètres environ, et une largeur maximum de 35 mètres. Suivant la configuration de la colline sur laquelle il repose, le château n’adopte pas un plan carré, mais plus ou moins celui d’un losange, dont les extrémités sont en angle aigu.
La forteresse se compose de deux enceintes :
- Une enceinte extérieure, robuste et lisse, qui n’est percée que d’une porte défendue par deux tours, les seules dont sont hérissés le mur extérieur.
- Une seconde enceinte, intérieure, est scandée par trente tours rondes engagées, espacées de 10 à 15 mètres chacune, et reliées entre elles par des courtines crénelées et flanquées du traditionnel chemin de ronde.

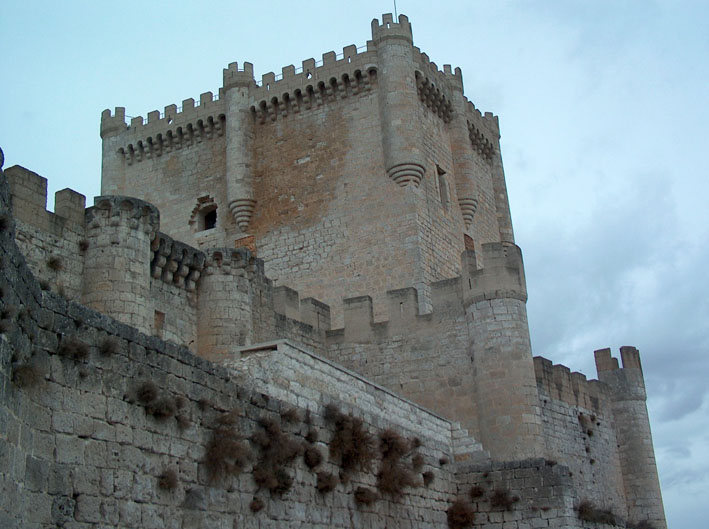
Le donjon

Le château est dominée par la masse imposante du donjon (torre del homenaje), un rectangle de 14,5 mètres sur 20, s’élevant à 34 mètres de hauteur. Placé au centre de la construction, il est doté à son sommet de huit tourelles cylindriques en encorbellement, de mâchicoulis et de créneaux. L’entrée se réalisait sans doute par un pont-levis, aujourd’hui disparu. L’intérieur s’organise en deux étages voûtés en berceau, et reliés l’un à l’autre par un escalier en colimaçon.Cet escalier révèle un toit terrassequi donne une vue sur les installations viticoles de la région.  
Deux cours flanquent la tour : la cour nord abritait les citernes et les magasins, et la cour sud abritait les écuries et les garnisons. C’est dans cette dernière qu’est installé le musée provincial du vin. La citerne ainsi que des pièces souterraines (dont un système de galeries débouchant sur une issue extérieure) subsistent près de la tour. 
De style ogival germanique, la forteresse se rattache au cercle de l’école dite de Valladolid, dont le modèle se répand au milieu du XVe siècle avec les nouvelles constructions royales menées à Ségovie, Medina del Campo et Portillo. Adopté par de nombreuses grandes familles de la noblesse castillane, mais surtout par des petits seigneurs, le modèle se diffuse dans le royaume avec une certaine vitalité. Les caractéristiques de ces forteresses résident essentiellement dans le plan (carré), les proportions, et dans l’importance du donjon. À Peñafiel, le plan et les proportions sont faussés par la nature du site. Néanmoins, l’époque d’édification, l’esthétique générale de la place forte, ainsi que les dimensions du donjon permettent d’établir la filiation entre le site et l’école de Valladolid.

### Sources
- Vicente Ángel Álvarea Palenzuela (coor.), Historia de España en la Edad Media, Barcelone, Ariel, 2002.
- Office du tourisme de Peñafiel
- Castillos.net Site consacré aux châteaux espagnols